# Thomas Nordahl
Thomas Nordahl (* 24. Mai 1946) ist ein ehemaliger schwedischer Fußballspieler und -trainer. Der Sohn von Gunnar Nordahl, einem der bedeutendsten schwedischen Fußballspieler aller Zeiten, kam zwischen 1967 und 1975 zu 15 Einsätzen in der schwedischen Nationalmannschaft.

## Werdegang
Nordahl wuchs in Italien auf, da sein Vater dorthin als Fußballprofi gewechselt war und für den AC Mailand und AS Rom in der Serie A auflief. Nachdem er in Italien zur Schule gegangen war, kehrte er Ende der 1950er mit der Familie nach Schweden zurück.
Nordahl begann seine Karriere im Erwachsenenbereich bei Degerfors IF, bei dem auch sein Vater mit der Erstligakarriere startete. 1964 debütierte er für den von seinem Vater seinerzeit trainierten Klub in der Allsvenskan. Nach einer Spielzeit zog er innerhalb der Liga weiter zum Örebro SK. 1967 erreichte er mit dem Klub den dritten Rang der Allsvenskan und wurde im September des Jahres mit seinem Nationalmannschaftsdebüt bei der 1:3-Niederlage gegen Norwegen belohnt, bei der er den schwedischen Ehrentreffer erzielte.
1968 wechselte Nordahl ins Ausland und unterschrieb einen Vertrag bei Juventus Turin. Der Klub lieh ihn jedoch direkt weiter an RSC Anderlecht aus. 1970 zog er mit der belgischen Mannschaft in die Endspiele um den Messepokal gegen den englischen Vertreter FC Arsenal ein. Im Hinspiel in Belgien brachten Johan Devrindt und Jan Mulder, dem zwei Tore gelangen, den Klub mit 3:0 in Führung, ehe Ray Kennedy den Ehrentreffer für die Engländer erzielte. Dieser Treffer erwies sich als wichtig, da der Londoner Klub nach einem 3:0-Erfolg im Rückspiel, in dem Nordahl wie im Hinspiel über die komplette Spieldauer auf dem Platz stand, den Wettbewerb für sich entschied.
Im selben Jahr nahm Nordahl mit der Landesauswahl an der Weltmeisterschaft 1970 teil, bei der die Mannschaft in der Gruppenphase als Dritter aufgrund des schlechteren Torverhältnisses hinter Italien und Uruguay scheiterte. Im folgenden Jahr kehrte er nach Schweden zu Örebro SK zurück. Bis zum Abstieg des Klubs aus der Allsvenskan Ende 1978 lief er für die Mannschaft auf, ehe er nach 252 Spielen, in denen ihm 106 Tore für den Verein gelungen waren, zwischen 1979 und 1980 seine Karriere beim unterklassigen BK Forward ausklingen ließ.
Nach Ende seiner aktiven Laufbahn wechselte Nordahl auf die Trainerbank und betreute unter anderem BK Forward, Sandvikens IF, Motala AIF und IFK Norrköping.
In den letzten Jahren war Nordahl auch als TV-Experte gefragt. So kommentierte er für Viasat unter anderem die Weltmeisterschaft 2006.